# کالین رنکین
کالین رنکین (انگلیسی: Colin Rankin؛ ۲۰ ژانویه ۱۸۶۹ – ۲ نوامبر ۱۹۴۰) نظامی و سیاست‌مدار اهل استرالیا بود.